# Ichkabal

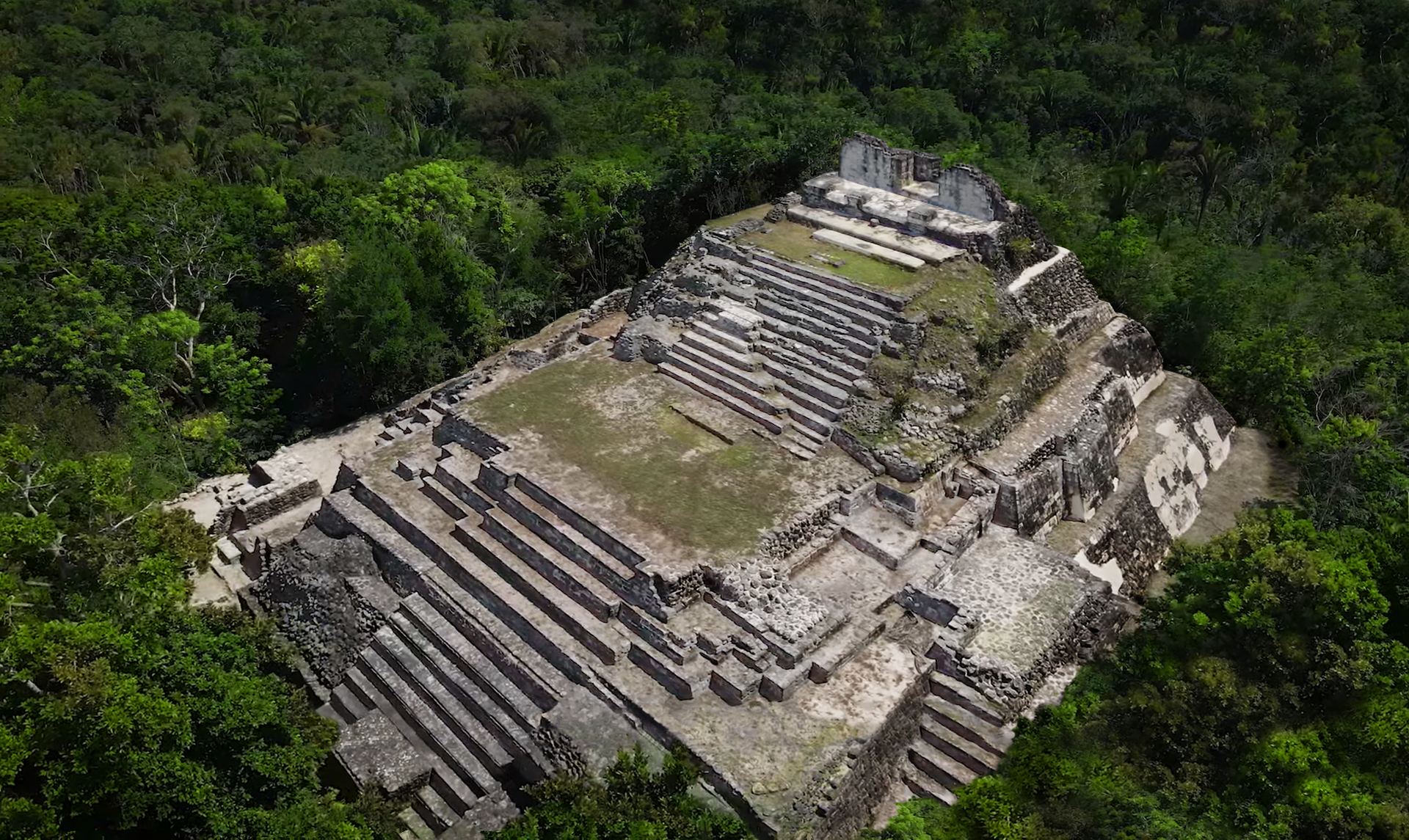
Plano del templo mayor de 42 metros en Ichkabal

Ichkabal es el nombre de un yacimiento arqueológico de la cultura maya, precolombina, ubicado unos 40 kilómetros al poniente de la laguna de Bacalar, en el estado de Quintana Roo, México, 9 km al noreste del sitio de Dzibanché y muy cerca también del yacimiento de Kohunlich.

## El yacimiento
El sitio de Ichkabal es relativamente extenso y está situado en la selva tropical del sureste de la península de Yucatán. Se tienen ubicados vestigios del preclásico, del clásico y del posclásico, incluso del posclásico tardío. Esta cronología implica que el yacimiento se empezó a poblar hacia 300 o 400 años a. C. y estuvo vigente hasta cerca del año 1500 d. C.
Las exploraciones de Ichkabal hasta la fecha permiten estimar que la mayoría de las construcciones  significativas fueron erigidas entre el año 250 y 600 d. C. También se ha establecido que Ichkabal, al igual que Kohunlich y Dzibanché representó un punto de enlace del comercio entre las ciudades de la Península de Yucatán y varias ciudades mayas en Centroamérica.
El yacimiento consta de tres estructuras grandes y una serie de edificaciones menores de las cuales la mayoría permanece aun inexplorada. El edificio mayor tiene una altura de 40 m. Por su extensión y el prolongado periodo de ocupación y desarrollo del lugar que ha sido determinado, se estima que las investigaciones arqueológicas de Ichkabal generarán datos y revelarán detalles de la cultura maya a lo largo de las próximas décadas, hasta entrado el siglo XXI.